# Lepidotrigona nitidiventris
Lepidotrigona nitidiventris là một loài Hymenoptera trong họ Apidae. Loài này được Smith mô tả khoa học năm 1857.